# Amici di Maria De Filippi (prima edizione, fase serale)
La prima edizione del talent show musicale Amici di Maria De Filippi (all'epoca chiamato e conosciuto come Saranno famosi) è andata in onda nella sua fase serale dal 19 marzo al 21 maggio 2002 ogni martedì in prima serata su Italia 1 per dieci puntate con la conduzione di Maria De Filippi.
| Vincitore                | Vincitore      |
| Saranno famosi (Amici 1) | Dennis Fantina |
| ------------------------ | -------------- |

## Regolamento
Nella prima puntata del serale gli ultimi 5 concorrenti nella classifica di gradimento vengono automaticamente eliminati. Nelle altre puntate è prevista una serie di sfide "uno contro uno": il primo sfidante viene decretato dalla classifica di gradimento: l'ultimo in classifica deve quindi scegliere uno tra i due nomi proposti dalla commissione come possibili sfidanti. La classifica di gradimento rende insfidabili i primi due classificati.
La puntata serale finale si è svolta tra 6 sfidanti secondo il meccanismo per cui l'ultimo in classifica ha diritto a scegliere il proprio sfidante, il vincitore sceglie il successivo sfidante fino alla sfida finale per la vittoria.

## Concorrenti
| CANTANTI  | CANTANTI            |           | BALLERINI            | BALLERINI |                    | ATTORI | ATTORI |
| Posizione | Nome                | Posizione | Nome                 | Posizione | Nome               |        |        |
| 1         | Dennis Fantina      | 2         | Marianna Scarci      | 7         | Valeria Monetti    |        |        |
| 5         | Andrea Cardillo     | 3         | Ermanno Rossi        | 13        | Renato Sannio      |        |        |
| 9         | Antonella Loconsole | 4         | Antonio Baldes       | 14        | Paolo Idolo        |        |        |
| 11        | Maria Pia Pizzolla  | 6         | Leonardo Fumarola    | 19        | Gianluigi Garretta |        |        |
| 12        | Monica Hill         | 8         | Claudia Mannoni      |           |                    |        |        |
| 17        | Michael Calandra    | 10        | Alessandro Vigilante |           |                    |        |        |
| 18        | Miriam Castorina    | 15        | Miriam Della Guardia |           |                    |        |        |
|           |                     | 16        | Clementina Giacente  |           |                    |        |        |
| --------- | ------------------- | --------- | -------------------- | --------- | ------------------ | ------ | ------ |

## Cast

### Commissione interna

#### Canto
- Peppe Vessicchio
- Luca Pitteri
- Maurizio Pica[1]

#### Ballo
- Garrison Rochelle
- Maura Paparo

#### Recitazione
- Fioretta Mari
- Claudio Insegno[2]

#### Altri
- Chicco Sfondrini - responsabile di produzione
- Bruno Voglino - preside
- Jill Cooper - istruttrice di fitness
- Marco Liorni[3] - conduttore degli speciali del sabato pomeriggio per tutta la durata della fase serale

### Ballerini professionisti
- Rossella Brescia
- Kledi Kadiu
- Marta Angelin
- Ilir Shaqiri

## Scenografia
La scenografia di Saranno famosi (Amici 1) è progettata da Francesco Priori.
Il palco è allestito con una trasparente vetrata rettangolare sorretta sotto da pali che formano linee geometriche con luci che creano giochi di colore a seconda delle esibizioni o esigenze scenografiche, in fondo ad esso troviamo una piccola passerella che conduce ad un grande schermo a led colorato con al centro di esso il logo di Saranno famosi che si alza in alto rimanendo sospeso in base alle occasioni.

## Tabellone delle eliminazioni
Nel tabellone sono indicati: le posizioni nelle classifiche settimanali, gli sfidanti e le candidature per gli sfidanti.
Legenda:

      Immune 

      Ultimo/a nella classifica settimanale 

      Eliminato/a 

 In sfida

 Candidato/a alla sfida, non in sfida. 
|            |            | 19/03      | 26/03                          | 02/04                          | 09/04                          | 16/04                          | 23/04                          | 30/04                          | 08/05                          | 14/05                          | 21/05                          | 21/05                          | 21/05                          | 21/05                          | 21/05                          | 21/05                          | Disciplina  |
| 1ª PUNTATA | 2ª PUNTATA | 3ª PUNTATA | 4ª PUNTATA                     | 5ª PUNTATA                     | 6ª PUNTATA                     | 7ª PUNTATA                     | 8ª PUNTATA                     | 9ª PUNTATA                     | FINALE                         | FINALE                         | FINALE                         | FINALE                         | FINALE                         | FINALE                         |                                |                                | Disciplina  |
| ---------- | ---------- | ---------- | ------------------------------ | ------------------------------ | ------------------------------ | ------------------------------ | ------------------------------ | ------------------------------ | ------------------------------ | ------------------------------ | ------------------------------ | ------------------------------ | ------------------------------ | ------------------------------ | ------------------------------ | ------------------------------ | ----------- |
| 1          | Dennis     | 2          | 4                              | 5                              | 6                              | 9                              | 2                              | 6                              | 5                              | 2                              | 2                              |                                |                                |                                |                                | VINCITORE                      | canto       |
| 2          | Marianna   | 5          | 5                              | 3                              | 5                              | 3                              | 5                              | 8                              | 1                              | 3                              | 3                              |                                |                                |                                |                                | SECONDA                        | ballo       |
| 3          | Ermanno    | 12         | 9                              | 6                              | 8                              | 7                              | 4                              | 4                              | 6                              | 6                              | 6                              |                                |                                |                                | TERZO                          | TERZO                          | ballo       |
| 4          | Antonio    | 4          | 2                              | 2                              | 2                              | 2                              | 3                              | 2                              | 4                              | 4                              | 4                              |                                |                                | QUARTO                         | QUARTO                         | QUARTO                         | ballo       |
| 5          | Andrea     | 8          | 7                              | 9                              | 4                              | 6                              | 7                              | 7                              | 3                              | 5                              | 5                              |                                | QUINTO                         | QUINTO                         | QUINTO                         | QUINTO                         | canto       |
| 6          | Leonardo   | 1          | 1                              | 1                              | 1                              | 1                              | 1                              | 1                              | 2                              | 1                              | 1                              | SESTO                          | SESTO                          | SESTO                          | SESTO                          | SESTO                          | ballo       |
| 7          | Valeria    | 3          | 3                              | 10                             | 3                              | 5                              | 8                              | 3                              | 7                              |                                | ELIMINATA (9ª Puntata)         | ELIMINATA (9ª Puntata)         | ELIMINATA (9ª Puntata)         | ELIMINATA (9ª Puntata)         | ELIMINATA (9ª Puntata)         | ELIMINATA (9ª Puntata)         | recitazione |
| 8          | Claudia    | 7          | 10                             | 8                              | 9                              | 8                              | 6                              | 5                              |                                | ELIMINATA (8ª Puntata)         | ELIMINATA (8ª Puntata)         | ELIMINATA (8ª Puntata)         | ELIMINATA (8ª Puntata)         | ELIMINATA (8ª Puntata)         | ELIMINATA (8ª Puntata)         | ELIMINATA (8ª Puntata)         | ballo       |
| 9          | Antonella  | 11         | 8                              | 4                              | 10                             | 4                              | 9                              |                                | ELIMINATA (7ª Puntata)         | ELIMINATA (7ª Puntata)         | ELIMINATA (7ª Puntata)         | ELIMINATA (7ª Puntata)         | ELIMINATA (7ª Puntata)         | ELIMINATA (7ª Puntata)         | ELIMINATA (7ª Puntata)         | ELIMINATA (7ª Puntata)         | canto       |
| 10         | Alessandro | 6          | 11                             | 7                              | 7                              | 10                             |                                | ELIMINATO (6ª Puntata)         | ELIMINATO (6ª Puntata)         | ELIMINATO (6ª Puntata)         | ELIMINATO (6ª Puntata)         | ELIMINATO (6ª Puntata)         | ELIMINATO (6ª Puntata)         | ELIMINATO (6ª Puntata)         | ELIMINATO (6ª Puntata)         | ELIMINATO (6ª Puntata)         | ballo       |
| 11         | Maria Pia  | 10         | 12                             | 11                             | 11                             |                                | ELIMINATA (5ª Puntata)         | ELIMINATA (5ª Puntata)         | ELIMINATA (5ª Puntata)         | ELIMINATA (5ª Puntata)         | ELIMINATA (5ª Puntata)         | ELIMINATA (5ª Puntata)         | ELIMINATA (5ª Puntata)         | ELIMINATA (5ª Puntata)         | ELIMINATA (5ª Puntata)         | ELIMINATA (5ª Puntata)         | canto       |
| 12         | Monica     | 13         | 6                              | 12                             |                                | ELIMINATA (4ª Puntata)         | ELIMINATA (4ª Puntata)         | ELIMINATA (4ª Puntata)         | ELIMINATA (4ª Puntata)         | ELIMINATA (4ª Puntata)         | ELIMINATA (4ª Puntata)         | ELIMINATA (4ª Puntata)         | ELIMINATA (4ª Puntata)         | ELIMINATA (4ª Puntata)         | ELIMINATA (4ª Puntata)         | ELIMINATA (4ª Puntata)         | canto       |
| 13         | Renato     | 9          | 13                             |                                | ELIMINATO (3ª Puntata)         | ELIMINATO (3ª Puntata)         | ELIMINATO (3ª Puntata)         | ELIMINATO (3ª Puntata)         | ELIMINATO (3ª Puntata)         | ELIMINATO (3ª Puntata)         | ELIMINATO (3ª Puntata)         | ELIMINATO (3ª Puntata)         | ELIMINATO (3ª Puntata)         | ELIMINATO (3ª Puntata)         | ELIMINATO (3ª Puntata)         | ELIMINATO (3ª Puntata)         | recitazione |
| 14         | Paolo      | 14         |                                | ELIMINATO (2ª Puntata)         | ELIMINATO (2ª Puntata)         | ELIMINATO (2ª Puntata)         | ELIMINATO (2ª Puntata)         | ELIMINATO (2ª Puntata)         | ELIMINATO (2ª Puntata)         | ELIMINATO (2ª Puntata)         | ELIMINATO (2ª Puntata)         | ELIMINATO (2ª Puntata)         | ELIMINATO (2ª Puntata)         | ELIMINATO (2ª Puntata)         | ELIMINATO (2ª Puntata)         | ELIMINATO (2ª Puntata)         | recitazione |
| 15         | Miriam D.  | 15         | QUINTA ELIMINATA (1ª Puntata)  | QUINTA ELIMINATA (1ª Puntata)  | QUINTA ELIMINATA (1ª Puntata)  | QUINTA ELIMINATA (1ª Puntata)  | QUINTA ELIMINATA (1ª Puntata)  | QUINTA ELIMINATA (1ª Puntata)  | QUINTA ELIMINATA (1ª Puntata)  | QUINTA ELIMINATA (1ª Puntata)  | QUINTA ELIMINATA (1ª Puntata)  | QUINTA ELIMINATA (1ª Puntata)  | QUINTA ELIMINATA (1ª Puntata)  | QUINTA ELIMINATA (1ª Puntata)  | QUINTA ELIMINATA (1ª Puntata)  | QUINTA ELIMINATA (1ª Puntata)  | ballo       |
| 16         | Clementina | 17         | QUARTA ELIMINATA (1ª Puntata)  | QUARTA ELIMINATA (1ª Puntata)  | QUARTA ELIMINATA (1ª Puntata)  | QUARTA ELIMINATA (1ª Puntata)  | QUARTA ELIMINATA (1ª Puntata)  | QUARTA ELIMINATA (1ª Puntata)  | QUARTA ELIMINATA (1ª Puntata)  | QUARTA ELIMINATA (1ª Puntata)  | QUARTA ELIMINATA (1ª Puntata)  | QUARTA ELIMINATA (1ª Puntata)  | QUARTA ELIMINATA (1ª Puntata)  | QUARTA ELIMINATA (1ª Puntata)  | QUARTA ELIMINATA (1ª Puntata)  | QUARTA ELIMINATA (1ª Puntata)  | ballo       |
| 17         | Michael    | 18         | TERZO ELIMINATO (1ª Puntata)   | TERZO ELIMINATO (1ª Puntata)   | TERZO ELIMINATO (1ª Puntata)   | TERZO ELIMINATO (1ª Puntata)   | TERZO ELIMINATO (1ª Puntata)   | TERZO ELIMINATO (1ª Puntata)   | TERZO ELIMINATO (1ª Puntata)   | TERZO ELIMINATO (1ª Puntata)   | TERZO ELIMINATO (1ª Puntata)   | TERZO ELIMINATO (1ª Puntata)   | TERZO ELIMINATO (1ª Puntata)   | TERZO ELIMINATO (1ª Puntata)   | TERZO ELIMINATO (1ª Puntata)   | TERZO ELIMINATO (1ª Puntata)   | canto       |
| 18         | Miriam C.  | 19         | SECONDA ELIMINATA (1ª Puntata) | SECONDA ELIMINATA (1ª Puntata) | SECONDA ELIMINATA (1ª Puntata) | SECONDA ELIMINATA (1ª Puntata) | SECONDA ELIMINATA (1ª Puntata) | SECONDA ELIMINATA (1ª Puntata) | SECONDA ELIMINATA (1ª Puntata) | SECONDA ELIMINATA (1ª Puntata) | SECONDA ELIMINATA (1ª Puntata) | SECONDA ELIMINATA (1ª Puntata) | SECONDA ELIMINATA (1ª Puntata) | SECONDA ELIMINATA (1ª Puntata) | SECONDA ELIMINATA (1ª Puntata) | SECONDA ELIMINATA (1ª Puntata) | canto       |
| 19         | Gianluigi  | 16         | PRIMO ELIMINATO (1ª Puntata)   | PRIMO ELIMINATO (1ª Puntata)   | PRIMO ELIMINATO (1ª Puntata)   | PRIMO ELIMINATO (1ª Puntata)   | PRIMO ELIMINATO (1ª Puntata)   | PRIMO ELIMINATO (1ª Puntata)   | PRIMO ELIMINATO (1ª Puntata)   | PRIMO ELIMINATO (1ª Puntata)   | PRIMO ELIMINATO (1ª Puntata)   | PRIMO ELIMINATO (1ª Puntata)   | PRIMO ELIMINATO (1ª Puntata)   | PRIMO ELIMINATO (1ª Puntata)   | PRIMO ELIMINATO (1ª Puntata)   | PRIMO ELIMINATO (1ª Puntata)   | recitazione |

### Podio
|          |        |         |  |          |
|          |        |         |  | 4º       |
|          | Dennis |         |  | Antonio  |
| Marianna | Dennis |         |  | 5º       |
| Marianna | 1º     | Ermanno |  | Andrea   |
| 2º       | 1º     | Ermanno |  | 6º       |
| 2º       | 1º     | 3º      |  | Leonardo |

## Dettaglio delle puntate
Legenda:
      Recitazione 

      Canto 

      Ballo 

      Canto e ballo 

### Prima puntata
- Data: martedì 19 marzo 2002
- Ospiti: Gino Paoli, Remo Girone, Alexia e Stefania Sandrelli
- Canzoni cantate dagli ospiti: Un altro amore (Gino Paoli) - Dimmi come (Alexia)

| Ordine di esibizione | Concorrente                      | Esibizione                   | Posizione | Esito              |
| -------------------- | -------------------------------- | ---------------------------- | --------- | ------------------ |
| 17                   | Leonardo                         | Men in Black                 | 1         | Immune             |
| 17                   | Leonardo                         | Men in Black                 | 1         | Immune             |
| 16                   | Dennis                           | All Night Long (All Night)   | 2         | Immune             |
| 1                    | Valeria con Remo Girone          | Romeo e Giulietta            | 3         | Possibile Sfidante |
| 9                    | Antonio                          | Smooth Criminal              | 4         | Possibile Sfidante |
| 3                    | Marianna                         | Can't Take My Eyes Off You   | 5         | Possibile Sfidante |
| 7                    | Alessandro                       | Se io, se lei                | 6         | Possibile Sfidante |
| 12                   | Claudia                          | Flashdance... What a Feeling | 7         | Possibile Sfidante |
| 5                    | Andrea                           | Come posso dire…             | 8         | Possibile Sfidante |
| 5                    | Andrea                           | Maria Maria                  | 8         | Possibile Sfidante |
| 10                   | Renato                           | Men in Black                 | 9         | Possibile Sfidante |
| 10                   | Renato                           | Men in Black                 | 9         | Possibile Sfidante |
| 6                    | Maria Pia                        | Brava                        | 10        | Possibile Sfidante |
| 2                    | Antonella con Alexia             | Think                        | 11        | Possibile Sfidante |
| 13                   | Ermanno                          | Highlander                   | 12        | Possibile Sfidante |
| 13                   | Ermanno                          | Who Wants to Live Forever    | 12        | Possibile Sfidante |
| 19                   | Monica con Gino Paoli            | E m'innamorerai              | 13        | Possibile Sfidante |
| 18                   | Paolo                            | Baila                        | 14        | In Sfida           |
| 15                   | Miriam D.                        | Can't Get You out of My Head | 15        | Eliminata          |
| 4                    | Gianluigi con Stefania Sandrelli | Il laureato                  | 16        | Eliminato          |
| 14                   | Clementina                       | Highlander                   | 17        | Eliminata          |
| 14                   | Clementina                       | Who Wants to Live Forever    | 17        | Eliminata          |
| 11                   | Michael                          | I'll Be Missing You          | 18        | Eliminato          |
| 8                    | Miriam C.                        | Flashdance... What a Feeling | 19        | Eliminata          |

La commissione propone come sfidanti Antonio Baldes e Andrea Cardillo. Paolo Idolo nella prossima puntata dovrà scegliere tra i due contro chi andare in sfida al televoto.

### Seconda puntata
- Data: martedì 26 marzo 2002
- Ospiti: Gigi D'Alessio, Heather Parisi, Ornella Muti, Sara Ricci e Michele Zarrillo

#### Sfida
| PROVA    | PAOLO                         | ANTONIO                  | VANTAGGIO |
| -------- | ----------------------------- | ------------------------ | --------- |
| I        | Comparata CANTO Come mai      | Comparata CANTO Come mai | Antonio   |
| II       | Vive El Verano                | Kiss                     | Antonio   |
| III      | con Sara Ricci L'ultimo bacio | con Sara Ricci Rocky     | N.D.      |
| IV       | Cyrano de Bergerac            | Get The Party Started    | N.D.      |
| VITTORIA | ANTONIO 56%                   | PAOLO 44%                |           |

#### Esibizioni
| ESIBIZIONI                                                                | ESIBIZIONI                                                                                             |
| CONCORRENTE                                                               | BRANO                                                                                                  |
| ------------------------------------------------------------------------- | --- |
| Maria Pia Pizzolla con Gigi D'Alessio                                     | Mon amour di Gigi D'Alessio                                                                            |
| Marianna Scarci con Heather Parisi                                        | Disco bambina + Cicale di Heather Parisi                                                               |
| Renato Sannio con Ornella Muti                                            | Tutta colpa del paradiso di Francesco Nuti                                                             |
| Monica Hill                                                               | Nessun dolore di Giorgia                                                                               |
| Renato Sannio con la partecipazione degli altri 13 ragazzi ancora in gara | Maria dall'album Saranno Famosi                                                                        |
| Dennis Fantina con Gigi D'Alessio                                         | Non dirgli mai di Gigi D'Alessio                                                                       |
| Ermanno Rossi                                                             | Every Valley Shall Be Exalted di Lizz Lee, Chris Willis feat. Mike E. + Nessun Dorma di Andrea Bocelli |
| Leonardo Fumarola                                                         | Every Valley Shall Be Exalted di Lizz Lee, Chris Willis feat. Mike E. + Nessun Dorma di Andrea Bocelli |
| Dennis Fantina con Michele Zarrillo                                       | Una rosa blu di Michele Zarrillo                                                                       |
| Andrea Cardillo                                                           | Muoio per te di Sting                                                                                  |
| Claudia Mannoni                                                           | Mack The Knife di Robbie Williams                                                                      |
| Alessandro Vigilante                                                      | Mack The Knife di Robbie Williams                                                                      |
| Paolo Idolo                                                               | How Deep Is Your Love dei Bee Gees                                                                     |

| CLASSIFICA DI GRADIMENTO | CLASSIFICA DI GRADIMENTO | CLASSIFICA DI GRADIMENTO |
| POSIZIONE                | CONCORRENTE              | ESITO                    |
| ------------------------ | ------------------------ | ------------------------ |
| 6                        | Monica Hill              | Possibile Sfidante       |
| 8                        | Antonella Loconsole      | Possibile Sfidante       |
| 11                       | Alessandro Vigilante     | Possibile Sfidante       |
| 9                        | Ermanno Rossi            | Possibile Sfidante       |
| 12                       | Maria Pia Pizzolla       | Possibile Sfidante       |
| 4                        | Dennis Fantina           | Possibile Sfidante       |
| 7                        | Andrea Cardillo          | Possibile Sfidante       |
| 10                       | Claudia Mannoni          | Possibile Sfidante       |
| 5                        | Marianna Scarci          | Possibile Sfidante       |
| 3                        | Valeria Monetti          | Possibile Sfidante       |
| 2                        | Antonio Baldes           | Immune                   |
| 13                       | Renato Sannio            | In Sfida                 |
| 1                        | Leonardo Fumarola        | Immune                   |

La commissione propone come sfidanti Ermanno Rossi e Antonella Loconsole. Renato Sannio nella prossima puntata dovrà scegliere tra i due contro chi andare in sfida al televoto.

### Terza puntata
- Data: martedì 2 aprile 2002
- Ospite: Giuliana De Sio

| SFIDA    | SFIDA       | SFIDA                                                                            | SFIDA             | SFIDA                   | SFIDA                                                                                 |
| PROVA    | PROVA       | RENATO SANNIO                                                                    | VANTAGGIO         | VANTAGGIO               | ANTONELLA LOCONSOLE                                                                   |
| -------- | ----------- | -------------------------------------------------------------------------------- | ----------------- | ----------------------- | ------------------------------------------------------------------------------------- |
| 1ª       | BALLO       | (I've Had) The Time Of My Life di Bill Medley, Jennifer Warnes [con Kledi Kadiu] |                   |                         | (I've Had) The Time Of My Life di Bill Medley, Jennifer Warnes [con Rossella Brescia] |
| 2ª       | CANTO       | Se non avessi più te di Gianni Morandi                                           |                   |                         | Ancora ancora ancora di Mina                                                          |
| 3ª       | RECITAZIONE | Pretty Woman di Garry Marshall [con Giuliana De Sio]                             | ANTONELLA         | ANTONELLA               | Il matrimonio del mio migliore amico di P. J. Hogan [con Giuliana De Sio]             |
| 4ª       | BALLO       | Tranqi Funky degli Articolo 31                                                   |                   |                         | Tranqi Funky degli Articolo 31                                                        |
| TELEVOTO | TELEVOTO    | RENATO SANNIO 49%                                                                | RENATO SANNIO 49% | ANTONELLA LOCONSOLE 51% | ANTONELLA LOCONSOLE 51%                                                               |

| ESIBIZIONI           | ESIBIZIONI                                                        |
| CONCORRENTE          | BRANO                                                             |
| -------------------- | ----------------------------------------------------------------- |
| Renato Sannio        | Monologo di Renato Sannio                                         |
| Maria Pia Pizzolla   | Hedonism degli Skunk Anansie                                      |
| Monica Hill          | Strano il mio destino di Giorgia                                  |
| Alessandro Vigilante | El Tango De Roxanne di Jacek Koman, Ewan McGregor, José Feliciano |
| Valeria Monetti      | Se telefonando di Mina                                            |
| Claudia Mannoni      | Flashdance… What a Feeling di Irene Cara                          |
| Andrea Cardillo      | Englishman In New York di Sting                                   |
| Ermanno Rossi        | Salomé di Chayanne                                                |
| Dennis Fantina       | Raccontami di Francesco Renga                                     |
| Antonella Loconsole  | Donna con te di Anna Oxa                                          |
| Marianna Scarci      | Can't Take My Eyes Off Of You di Gloria Gaynor                    |
| Antonio Baldes       | Smooth Criminal di Michael Jackson                                |
| Leonardo Fumarola    | Avrai di Claudio Baglioni [con Marta Angelin]                     |
| Antonella Loconsole  | Ode To My Family di The Cranberries                               |

| CLASSIFICA DI GRADIMENTO | CLASSIFICA DI GRADIMENTO | CLASSIFICA DI GRADIMENTO |
| POSIZIONE                | CONCORRENTE              | ESITO                    |
| ------------------------ | ------------------------ | ------------------------ |
| 3                        | Marianna Scarci          | Possibile Sfidante       |
| 4                        | Antonella Loconsole      | Possibile Sfidante       |
| 5                        | Dennis Fantina           | Possibile Sfidante       |
| 2                        | Antonio Baldes           | Immune                   |
| 1                        | Leonardo Fumarola        | Immune                   |
| 6                        | Ermanno Rossi            | Possibile Sfidante       |
| 7                        | Alessandro Vigilante     | Possibile Sfidante       |
| 8                        | Claudia Mannoni          | Possibile Sfidante       |
| 9                        | Andrea Cardillo          | Possibile Sfidante       |
| 10                       | Valeria Monetti          | Possibile Sfidante       |
| 12                       | Monica Hill              | In Sfida                 |
| 11                       | Maria Pia Pizzolla       | Possibile Sfidante       |

La commissione propone come sfidanti Valeria Monetti e Dennis Fantina. Monica Hill nella prossima puntata dovrà scegliere tra i due contro chi andare in sfida al televoto.

### Quarta puntata
- Data: martedì 9 aprile 2002

| SFIDA    | SFIDA    | SFIDA                                                               | SFIDA           | SFIDA              | SFIDA                                                                    |
| PROVA    | PROVA    | MONICA HILL                                                         | VANTAGGIO       | VANTAGGIO          | DENNIS FANTINA                                                           |
| -------- | -------- | ------------------------------------------------------------------- | --------------- | ------------------ | ------------------------------------------------------------------------ |
| 1ª       | BALLO    | Smooth di Santana feat. Rob Thomas [con Kledi Kadiu]                | DENNIS          | DENNIS             | Smooth di Santana feat. Rob Thomas [con Rossella Brescia]                |
| 2ª       | CANTO    | I Will Always Love You di Whitney Houston                           |                 |                    | Nessun dorma dalla Turandot di Giacomo Puccini                           |
| 3ª       | BALLO    | Don't Let Me Be Misunderstood dei Santa Esmeralda [con Kledi Kadiu] | DENNIS          | DENNIS             | Don't Let Me Be Misunderstood dei Santa Esmeralda [con Rossella Brescia] |
| 4ª       | CANTO    | A chi di Fausto Leali                                               |                 |                    | Ancora di Eduardo De Crescenzo                                           |
| TELEVOTO | TELEVOTO | MONICA HILL 36%                                                     | MONICA HILL 36% | DENNIS FANTINA 64% | DENNIS FANTINA 64%                                                       |

| ESIBIZIONI                                          | ESIBIZIONI                                                                                     | ESIBIZIONI                                                                                            |
| CONCORRENTE                                         | BRANO                                                                                          | BRANO                                                                                                 |
| --------------------------------------------------- | ---------------------------------------------------------------------------------------------- | --- |
| Monica Hill                                         | The Prayer dall'album Saranno Famosi                                                           | The Prayer dall'album Saranno Famosi                                                                  |
| Dennis Fantina                                      | The Prayer dall'album Saranno Famosi                                                           | The Prayer dall'album Saranno Famosi                                                                  |
| Antonella Loconsole                                 | Quello che le donne non dicono di Fiorella Mannoia                                             | Quello che le donne non dicono di Fiorella Mannoia                                                    |
| Maria Pia Pizzolla                                  | You'll Follow Me Down degli Skunk Anansie                                                      | You'll Follow Me Down degli Skunk Anansie                                                             |
| Ermanno Rossi                                       | Don't Let the Sun Go Down on Me di Oleta Adams [con Rossella Brescia]                          | Don't Let the Sun Go Down on Me di Oleta Adams [con Rossella Brescia]                                 |
| Claudia Mannoni                                     | Ballerina Girl di Oleta Adams                                                                  | Ballerina Girl di Oleta Adams                                                                         |
| Alessandro Vigilante                                | When You Wish Upon A Star di Erich Kunzel, Cincinnati Pops Orchestra + Pinocchio di Pin-Occhio | When You Wish Upon A Star di Erich Kunzel, Cincinnati Pops Orchestra + Pinocchio di Pin-Occhio        |
| Dennis Fantina                                      | Nessun dorma dalla Turandot di Giacomo Puccini                                                 | Nessun dorma dalla Turandot di Giacomo Puccini                                                        |
| Marianna Scarci                                     | No Scrubs delle TLC                                                                            | No Scrubs delle TLC                                                                                   |
| Andrea Cardillo                                     | Anima di Ron                                                                                   | Anima di Ron                                                                                          |
| Valeria Monetti                                     | L'incontro di Andrea Bocelli, Alessio Bonomo, Francesco Sartori                                | L'incontro di Andrea Bocelli, Alessio Bonomo, Francesco Sartori                                       |
| Antonio Baldes                                      | Danza delle spade dal terzo atto del balletto Gayane di Aram Khachaturian                      | Danza delle spade dal terzo atto del balletto Gayane di Aram Khachaturian                             |
| Leonardo Fumarola                                   | Under Pressure dei Queen                                                                       | Under Pressure dei Queen                                                                              |
| I ragazzi rimasti in gara (tranne Dennis e Valeria) | Aggiungi un posto a tavola di Pietro Garinei, Sandro Giovannini, Iaia Fiastri                  | Sono calmo + Peccato che sia peccato + Consolazione + Aggiungi un posto a tavola di Armando Trovajoli |

| CLASSIFICA DI GRADIMENTO | CLASSIFICA DI GRADIMENTO | CLASSIFICA DI GRADIMENTO |
| POSIZIONE                | CONCORRENTE              | ESITO                    |
| ------------------------ | ------------------------ | ------------------------ |
| 3                        | Valeria Monetti          | Possibile Sfidante       |
| 4                        | Andrea Cardillo          | Possibile Sfidante       |
| 5                        | Marianna Scarci          | Possibile Sfidante       |
| 6                        | Dennis Fantina           | Possibile Sfidante       |
| 7                        | Alessandro Vigilante     | Possibile Sfidante       |
| 8                        | Ermanno Rossi            | Possibile Sfidante       |
| 9                        | Claudia Mannoni          | Possibile Sfidante       |
| 1                        | Leonardo Fumarola        | Immune                   |
| 2                        | Antonio Baldes           | Immune                   |
| 10                       | Antonella Loconsole      | Possibile Sfidante       |
| 11                       | Maria Pia Pizzolla       | In Sfida                 |

A seguito della rinuncia all'immunità dei ballerini Leonardo Fumarola e Antonio Baldes la commissione li propone come sfidanti. Maria Pia Pizzolla sceglie come sfidante Leonardo.

### Quinta puntata
- Data: martedì 16 aprile 2002

| SFIDA    | SFIDA       | SFIDA                                                                    | SFIDA                 | SFIDA                  | SFIDA                                                                         |
| PROVA    | PROVA       | MARIA PIA PIZZOLLA                                                       | VANTAGGIO             | VANTAGGIO              | LEONARDO FUMAROLA                                                             |
| -------- | ----------- | ------------------------------------------------------------------------ | --------------------- | ---------------------- | ----------------------------------------------------------------------------- |
| 1ª       | BALLO       | I'm Outta Love di Anastacia                                              | parità                | parità                 | I'm Outta Love di Anastacia                                                   |
| 2ª       | CANTO       | Pensieri e parole di Lucio Battisti                                      | LEONARDO              | LEONARDO               | Pensieri e parole di Lucio Battisti                                           |
| 3ª       | BALLO       | I've Seen That Face Before (Libertango) di Grace Jones [con Kledi Kadiu] |                       |                        | I've Seen That Face Before (Libertango) di Grace Jones [con Rossella Brescia] |
| 4ª       | CANTO       | La mia banda suona il rock di Ivano Fossati                              |                       |                        | La mia banda suona il rock di Ivano Fossati                                   |
| 5ª       | RECITAZIONE | Lettera da Lezione di cose di Carlos Drummond De Andrade                 |                       |                        | Lettera da Lezione di cose di Carlos Drummond De Andrade                      |
| 6ª       | SPECIALITÀ  | Vacanze romane dei Matia Bazar                                           |                       |                        | Careless Whisper di George Michael [con Rossella Brescia]                     |
| TELEVOTO | TELEVOTO    | LEONARDO FUMAROLA 67%                                                    | LEONARDO FUMAROLA 67% | MARIA PIA PIZZOLLA 33% | MARIA PIA PIZZOLLA 33%                                                        |

| ESIBIZIONI           | ESIBIZIONI |
| CONCORRENTE          | BRANO |
| -------------------- | --- |
| Alessandro Vigilante | The Show Must Go On dei Queen                                                                                    |
| Ermanno Rossi        | I Just Want To Make Love To You di Etta James                                                                    |
| Dennis Fantina       | Solo di Claudio Baglioni                                                                                         |
| Claudia Mannoni      | Endless Love di Diana Ross, Lionel Richie [con Ilir Shaqiri]                                                     |
| Andrea Cardillo      | Loaded di Ricky Martin [con Marta Angelin]                                                                       |
| Valeria Monetti      | Io che non vivo (senza te) di Pino Donaggio                                                                      |
| Antonella Loconsole  | Primavera di Marina Rei                                                                                          |
| Marianna Scarci      | In These Shoes? di Kristy MacColl                                                                                |
| Antonio Baldes       | Con il nastro rosa di Lucio Battisti                                                                             |
| Leonardo Fumarola    | Il cielo di Renato Zero                                                                                          |
| Renato Sannio        | Maria dall'album Saranno Famosi [con la partecipazione degli altri ragazzi ammessi al serale (tranne Maria Pia)] |

| CLASSIFICA DI GRADIMENTO | CLASSIFICA DI GRADIMENTO | CLASSIFICA DI GRADIMENTO |
| POSIZIONE                | CONCORRENTE              | ESITO                    |
| ------------------------ | ------------------------ | ------------------------ |
| 2                        | Antonio Baldes           | Immune                   |
| 1                        | Leonardo Fumarola        | Immune                   |
| 3                        | Marianna Scarci          | Possibile Sfidante       |
| 4                        | Antonella Loconsole      | Possibile Sfidante       |
| 5                        | Valeria Monetti          | Possibile Sfidante       |
| 6                        | Andrea Cardillo          | Possibile Sfidante       |
| 7                        | Ermanno Rossi            | Possibile Sfidante       |
| 8                        | Claudia Mannoni          | Possibile Sfidante       |
| 10                       | Alessandro Vigilante     | In Sfida                 |
| 9                        | Dennis Fantina           | Possibile Sfidante       |

La commissione propone come sfidanti Marianna Scarci e Ermanno Rossi. Alessandro Vigilante sceglie come sfidante Ermanno.

### Sesta puntata
- Data: martedì 23 aprile 2002

| SFIDA    | SFIDA    | SFIDA                                                      | SFIDA             | SFIDA                    | SFIDA                                                         |
| PROVA    | PROVA    | ALESSANDRO VIGILANTE                                       | VANTAGGIO         | VANTAGGIO                | ERMANNO ROSSI                                                 |
| -------- | -------- | ---------------------------------------------------------- | ----------------- | ------------------------ | ------------------------------------------------------------- |
| 1ª       | BALLO    | Suerte (Whenever, Wherever) di Shakira [con Marta Angelin] | parità            | parità                   | Suerte (Whenever, Wherever) di Shakira [con Rossella Brescia] |
| 2ª       | CANTO    | Acqua azzurra, acqua chiara di Lucio Battisti              | parità            | parità                   | Acqua azzurra, acqua chiara di Lucio Battisti                 |
| 3ª       | BALLO    | Innuendo dei Queen                                         | ERMANNO           | ERMANNO                  | Innuendo dei Queen                                            |
| 4ª       | BALLO    | Run To You di Whitney Houston [con Marta Angelin]          |                   |                          | Run To You di Whitney Houston [con Rossella Brescia]          |
| TELEVOTO | TELEVOTO | ERMANNO ROSSI 53%                                          | ERMANNO ROSSI 53% | ALESSANDRO VIGILANTE 47% | ALESSANDRO VIGILANTE 47%                                      |

| ESIBIZIONI          | ESIBIZIONI                                                                                        | ESIBIZIONI                                                                                        |
| CONCORRENTE         | BRANO                                                                                             | BRANO                                                                                             |
| ------------------- | ------------------------------------------------------------------------------------------------- | ------------------------------------------------------------------------------------------------- |
| Valeria Monetti     | Jesus Christ Superstar di Tim Rice                                                                | I Don't Know How To Love Him di Andrew Lloyd Webber, Tim Rice                                     |
| Antonella Loconsole | Material Girl di Madonna [con Kledi Kadiu e Ilir Shaqiri]                                         | Material Girl di Madonna [con Kledi Kadiu e Ilir Shaqiri]                                         |
| Andrea Cardillo     | Quanno chiove di Pino Daniele                                                                     | Quanno chiove di Pino Daniele                                                                     |
| Claudia Mannoni     | I Want To Spend My Lifetime Loving You di Marc Anthony, Tina Arena [con Ilir Shaqiri]             | I Want To Spend My Lifetime Loving You di Marc Anthony, Tina Arena [con Ilir Shaqiri]             |
| Marianna Scarci     | Conga di Gloria Estefan & Miami Sound Machine [con Ilir Shaqiri]                                  | Conga di Gloria Estefan & Miami Sound Machine [con Ilir Shaqiri]                                  |
| Ermanno Rossi       | Innuendo dei Queen                                                                                | Innuendo dei Queen                                                                                |
| Antonio Baldes      | Far From Over di Frank Stallone                                                                   | Far From Over di Frank Stallone                                                                   |
| Dennis Fantina      | La Bomba dei King Africa                                                                          | La Bomba dei King Africa                                                                          |
| Leonardo Fumarola   | Jump dei Van Halen                                                                                | Jump dei Van Halen                                                                                |
| Dennis Fantina      | L'abitudine dall'album Saranno Famosi [con la partecipazione degli altri ragazzi rimasti in gara] | L'abitudine dall'album Saranno Famosi [con la partecipazione degli altri ragazzi rimasti in gara] |
| Antonella Loconsole | L'abitudine dall'album Saranno Famosi [con la partecipazione degli altri ragazzi rimasti in gara] | L'abitudine dall'album Saranno Famosi [con la partecipazione degli altri ragazzi rimasti in gara] |
| Monica Hill         | L'abitudine dall'album Saranno Famosi [con la partecipazione degli altri ragazzi rimasti in gara] | L'abitudine dall'album Saranno Famosi [con la partecipazione degli altri ragazzi rimasti in gara] |

| CLASSIFICA DI GRADIMENTO | CLASSIFICA DI GRADIMENTO | CLASSIFICA DI GRADIMENTO |
| POSIZIONE                | CONCORRENTE              | ESITO                    |
| ------------------------ | ------------------------ | ------------------------ |
| 3                        | Antonio Baldes           | Possibile Sfidante       |
| 4                        | Ermanno Rossi            | Possibile Sfidante       |
| 5                        | Marianna Scarci          | Possibile Sfidante       |
| 6                        | Claudia Mannoni          | Possibile Sfidante       |
| 7                        | Andrea Cardillo          | Possibile Sfidante       |
| 8                        | Valeria Monetti          | Possibile Sfidante       |
| 1                        | Leonardo Fumarola        | Immune                   |
| 9                        | Antonella Loconsole      | In Sfida                 |
| 2                        | Dennis Fantina           | Immune                   |

La commissione propone come sfidanti Andrea Cardillo e Valeria Monetti. Antonella Loconsole sceglie come sfidante Valeria.

### Settima puntata
- Data: martedì 30 aprile 2002

| SFIDA    | SFIDA             | SFIDA                                                                            | SFIDA                                                                            | SFIDA               | SFIDA                   | SFIDA                                                                             | SFIDA                                                                             |
| PROVA    | PROVA             | ANTONELLA LOCONSOLE                                                              | ANTONELLA LOCONSOLE                                                              | VANTAGGIO           | VANTAGGIO               | VALERIA MONETTI                                                                   | VALERIA MONETTI                                                                   |
| -------- | ----------------- | -------------------------------------------------------------------------------- | -------------------------------------------------------------------------------- | ------------------- | ----------------------- | --------------------------------------------------------------------------------- | --------------------------------------------------------------------------------- |
| 1ª       | BALLO             | Nobody Wants to Be Lonely di Ricky Martin & Christina Aguilera [con Kledi Kadiu] | Nobody Wants to Be Lonely di Ricky Martin & Christina Aguilera [con Kledi Kadiu] |                     |                         | Nobody Wants to Be Lonely di Ricky Martin & Christina Aguilera [con Ilir Shaqiri] | Nobody Wants to Be Lonely di Ricky Martin & Christina Aguilera [con Ilir Shaqiri] |
| 2ª       | CANTO             | Minuetto di Mia Martini                                                          | Minuetto di Mia Martini                                                          |                     |                         | Minuetto di Mia Martini                                                           | Minuetto di Mia Martini                                                           |
| 3ª       | BALLO             | In Your Eyes di Kylie Minogue                                                    | In Your Eyes di Kylie Minogue                                                    |                     |                         | In Your Eyes di Kylie Minogue                                                     | In Your Eyes di Kylie Minogue                                                     |
| 4ª       | RECITAZIONE       | Accetta il consiglio da The Big Kahuna di John Swanbeck                          | Accetta il consiglio da The Big Kahuna di John Swanbeck                          |                     |                         | Accetta il consiglio da The Big Kahuna di John Swanbeck                           | Accetta il consiglio da The Big Kahuna di John Swanbeck                           |
| 5ª       | BALLO             | Amor a la mexicana di Thalia [con Kledi Kadiu]                                   | Amor a la mexicana di Thalia [con Kledi Kadiu]                                   |                     |                         | Amor a la mexicana di Thalia [con Ilir Shaqiri]                                   | Amor a la mexicana di Thalia [con Ilir Shaqiri]                                   |
| 6ª       | RECITAZIONE CANTO | Evita di Alan Parker                                                             | Don't Cry for Me, Argentina di Andrew Lloyd Webber, Tim Rice                     |                     |                         | Evita di Alan Parker                                                              | Don't Cry for Me, Argentina di Andrew Lloyd Webber, Tim Rice                      |
| TELEVOTO | TELEVOTO          | VALERIA MONETTI 51%                                                              | VALERIA MONETTI 51%                                                              | VALERIA MONETTI 51% | ANTONELLA LOCONSOLE 49% | ANTONELLA LOCONSOLE 49%                                                           | ANTONELLA LOCONSOLE 49%                                                           |

| ESIBIZIONI        | ESIBIZIONI |
| CONCORRENTE       | BRANO |
| ----------------- | --- |
| Leonardo Fumarola | Electric Chair di Prince |
| Valeria Monetti   | Tropicana del Gruppo Italiano |
| Marianna Scarci   | Big Spender di Shirley Bassey |
| Dennis Fantina    | Non cancellate il mio mondo di Renato Zero |
| Andrea Cardillo   | Desert Rose di Sting |
| Antonio Baldes    | Kiss di Prince & The Revolution + Loaded di Riky Martin + Mission Impossible Theme di Adam Clayton & Larry Mullen + Smooth Criminal di Michael Jackson |
| Ermanno Rossi     | Hero di Enrique Igelsias |
| Claudia Mannoni   | My Friend di Groove Armada [con Ilir Shaqiri] |
| Marianna Scarci   | Never too late dall'album Saranno Famosi [con la partecipazione degli altri ragazzi ammessi al serale (tranne Antonella)]                              |
| Andrea Cardillo   | Never too late dall'album Saranno Famosi [con la partecipazione degli altri ragazzi ammessi al serale (tranne Antonella)]                              |
| Monica Hill       | Never too late dall'album Saranno Famosi [con la partecipazione degli altri ragazzi ammessi al serale (tranne Antonella)]                              |

| CLASSIFICA DI GRADIMENTO | CLASSIFICA DI GRADIMENTO | CLASSIFICA DI GRADIMENTO |
| POSIZIONE                | CONCORRENTE              | ESITO                    |
| ------------------------ | ------------------------ | ------------------------ |
| 1                        | Leonardo Fumarola        | Immune                   |
| 2                        | Antonio Baldes           | Immune                   |
| 3                        | Valeria Monetti          | Possibile Sfidante       |
| 4                        | Ermanno Rossi            | Possibile Sfidante       |
| 5                        | Claudia Mannoni          | Possibile Sfidante       |
| 6                        | Dennis Fantina           | Possibile Sfidante       |
| 7                        | Andrea Cardillo          | Possibile Sfidante       |
| 8                        | Marianna Scarci          | In Sfida                 |

La commissione propone come sfidanti Andrea Cardillo e Claudia Mannoni. Marianna Scarci sceglie come sfidante Claudia.

### Ottava puntata
- Data: mercoledì 8 maggio 2002

| SFIDA    | SFIDA    | SFIDA                                                              | SFIDA               | SFIDA               | SFIDA                                                               |
| PROVA    | PROVA    | MARIANNA SCARCI                                                    | VANTAGGIO           | VANTAGGIO           | CLAUDIA MANNONI                                                     |
| -------- | -------- | ------------------------------------------------------------------ | ------------------- | ------------------- | ------------------------------------------------------------------- |
| 1ª       | BALLO    | Music di Madonna                                                   |                     |                     | Music di Madonna                                                    |
| 2ª       | CANTO    | Mi ritorni in mente di Lucio Battisti                              |                     |                     | Mi ritorni in mente di Lucio Battisti                               |
| 3ª       | BALLO    | Bamboleo + Djobi Djoba + Baila Me dei Gipsy King [con Kledi Kadiu] |                     |                     | Bamboleo + Djobi Djoba + Baila Me dei Gipsy King [con Ilir Shaqiri] |
| 4ª       | CANTO    | Che sarà dei Ricchi e Poveri                                       |                     |                     | Che sarà dei Ricchi e Poveri                                        |
| 5ª       | BALLO    | Angels di Robbie Williams [con Kledi Kadiu]                        |                     |                     | Angels di Robbie Williams [con Ilir Shaqiri]                        |
| 6ª       | CANTO    | Il battito animale di Raf                                          |                     |                     | Il battito animale di Raf                                           |
| TELEVOTO | TELEVOTO | CLAUDIA MANNONI 44%                                                | CLAUDIA MANNONI 44% | MARIANNA SCARCI 56% | MARIANNA SCARCI 56%                                                 |

| ESIBIZIONI        | ESIBIZIONI |
| CONCORRENTE       | BRANO |
| ----------------- | --- |
| Ermanno Rossi     | We Will Rock You dei Queen                                                                                               |
| Valeria Monetti   | E se domani di Mina |
| Andrea Cardillo   | Your Song di Elton John                                                                                                  |
| Marianna Scarci   | It's Raining Men di Geri Halliwell                                                                                       |
| Leonardo Fumarola | What's my destiny Dragonball di Giorgio Vanni                                                                            |
| Dennis Fantina    | Smoke Gets in Your Eyes dei The Platters                                                                                 |
| Antonio Baldes    | Maria dl Ricky Martin |
| Dennis Fantina    | Io ti penserò dall'album Saranno Famosi [con la partecipazione degli altri ragazzi ammessi al serale (tranne Antonella)] |
| Andrea Cardillo   | Io ti penserò dall'album Saranno Famosi [con la partecipazione degli altri ragazzi ammessi al serale (tranne Antonella)] |
| Renato Sannio     | Io ti penserò dall'album Saranno Famosi [con la partecipazione degli altri ragazzi ammessi al serale (tranne Antonella)] |

| CLASSIFICA DI GRADIMENTO | CLASSIFICA DI GRADIMENTO | CLASSIFICA DI GRADIMENTO |
| POSIZIONE                | CONCORRENTE              | ESITO                    |
| ------------------------ | ------------------------ | ------------------------ |
| 1                        | Marianna Scarci          | Immune                   |
| 2                        | Leonardo Fumarola        | Immune                   |
| 3                        | Andrea Cardillo          | Possibile Sfidante       |
| 4                        | Antonio Baldes           | Possibile Sfidante       |
| 5                        | Dennis Fantina           | Possibile Sfidante       |
| 6                        | Ermanno Rossi            | Possibile Sfidante       |
| 7                        | Valeria Monetti          | In Sfida                 |

La commissione propone come sfidanti Andrea Cardillo e Dennis Fantina. Valeria Monetti sceglie come sfidante Dennis.

### Nona puntata
- Data: martedì 14 maggio 2002

| SFIDA    | SFIDA       | SFIDA                                  | SFIDA               | SFIDA              | SFIDA                                       |
| PROVA    | PROVA       | VALERIA MONETTI                        | VANTAGGIO           | VANTAGGIO          | DENNIS FANTINA                              |
| -------- | ----------- | -------------------------------------- | ------------------- | ------------------ | ------------------------------------------- |
| 1ª       | BALLO       | Black Or White                         | parità              | parità             | Black Or White                              |
| 2ª       | CANTO       | Il cerchio della vita                  | DENNIS              | DENNIS             | Il cerchio della vita                       |
| 3ª       | BALLO       | Ran Kan Kan [con Kledi Kadiu]          |                     |                    | Ran Kan Kan [con Rossella Brescia]          |
| 4ª       | AL BUIO     | New York, New York                     |                     |                    | New York, New York                          |
| 5ª       | RECITAZIONE | L'amore ha due facce                   | DENNIS              | DENNIS             | L'amore ha due facce                        |
| 6ª       | CANTO       | Eppur mi son scordato di te            |                     |                    | Eppur mi son scordato di te                 |
| 7ª       | BALLO       | Greatest Love Of All [con Kledi Kadiu] |                     |                    | Greatest Love Of All [con Rossella Brescia] |
| TELEVOTO | TELEVOTO    | VALERIA MONETTI 29%                    | VALERIA MONETTI 29% | DENNIS FANTINA 71% | DENNIS FANTINA 71%                          |

| ESIBIZIONI          | ESIBIZIONI |
| CONCORRENTE         | BRANO |
| ------------------- | --- |
| Marianna Scarci     | Cabaret [con Kledi Kadiu e Ilir Shaqiri]                                                                        |
| Dennis Fantina      | Il mondo |
| Leonardo Fumarola   | Blue Eyes [con Rossella Brescia]                                                                                |
| Antonio Baldes      | L'emozione non ha voce                                                                                          |
| Andrea Cardillo     | Sexual Guarantee [con Marta Angelin]                                                                            |
| Ermanno Rossi       | 2 The Night |
| Antonella Loconsole | Gloria dall'album Saranno Famosi [con la partecipazione degli altri ragazzi ammessi al serale (tranne Valeria)] |
| Maria Pia Pizzolla  | Gloria dall'album Saranno Famosi [con la partecipazione degli altri ragazzi ammessi al serale (tranne Valeria)] |
| Monica Hill         | Gloria dall'album Saranno Famosi [con la partecipazione degli altri ragazzi ammessi al serale (tranne Valeria)] |

| CLASSIFICA DI GRADIMENTO | CLASSIFICA DI GRADIMENTO | CLASSIFICA DI GRADIMENTO |
| POSIZIONE                | CONCORRENTE              | ESITO                    |
| ------------------------ | ------------------------ | ------------------------ |
| 3                        | Marianna Scarci          | Finalista                |
| 5                        | Andrea Cardillo          | Finalista                |
| 1                        | Leonardo Fumarola        | Finalista                |
| 6                        | Ermanno Rossi            | Finalista                |
| 2                        | Dennis Fantina           | Finalista                |
| 4                        | Antonio Baldes           | Finalista                |

### Finale
- Data: martedì 21 maggio 2002

I colori riportati rispecchiano quelli delle divise indossate da ogni singolo concorrente nella puntata finale.
      LEONARDO FUMAROLA 

      ERMANNO ROSSI 

      DENNIS FANTINA 

      MARIANNA SCARCI 

      ANTONIO BALDES 

      ANDREA CARDILLO 

| CLASSIFICA DI GRADIMENTO | CLASSIFICA DI GRADIMENTO | CLASSIFICA DI GRADIMENTO |
| POSIZIONE                | CONCORRENTE              | ESITO                    |
| ------------------------ | ------------------------ | ------------------------ |
| 3                        | Marianna Scarci          | Possibile Sfidante       |
| 5                        | Andrea Cardillo          | Possibile Sfidante       |
| 2                        | Dennis Fantina           | Possibile Sfidante       |
| 4                        | Antonio Baldes           | Possibile Sfidante       |
| 6                        | Ermanno Rossi            | In Sfida                 |
| 1                        | Leonardo Fumarola        | Possibile Sfidante       |

L'ultimo in classifica può scegliere fra tutti gli altri concorrenti chi sfidare; Ermanno sceglie di sfidare Leonardo Fumarola. 
| PRIMA SFIDA | PRIMA SFIDA | PRIMA SFIDA | PRIMA SFIDA           | PRIMA SFIDA           | PRIMA SFIDA       | PRIMA SFIDA       |
| PROVA       | PROVA       | SCELTA DA   | ERMANNO ROSSI         | VANTAGGIO             | VANTAGGIO         | LEONARDO FUMAROLA |
| ----------- | ----------- | ----------- | --------------------- | --------------------- | ----------------- | ----------------- |
| 1ª          | BALLO       | ERMANNO     | Aragonese             | ERMANNO               | ERMANNO           | Aragonese         |
| 2ª          | BALLO       | LEONARDO    | Jam                   |                       |                   | Jam               |
| TELEVOTO    | TELEVOTO    | TELEVOTO    | LEONARDO FUMAROLA 41% | LEONARDO FUMAROLA 41% | ERMANNO ROSSI 59% | ERMANNO ROSSI 59% |

Il vincitore può scegliere chi sfidare tra i concorrenti rimasti in gara; Ermanno sceglie di sfidare Andrea Cardillo.
| SECONDA SFIDA | SECONDA SFIDA | SECONDA SFIDA | SECONDA SFIDA                            | SECONDA SFIDA       | SECONDA SFIDA     | SECONDA SFIDA                            |
| PROVA         | PROVA         | SCELTA DA     | ERMANNO ROSSI                            | VANTAGGIO           | VANTAGGIO         | ANDREA CARDILLO                          |
| ------------- | ------------- | ------------- | ---------------------------------------- | ------------------- | ----------------- | ---------------------------------------- |
| 1ª            | BALLO         | ANDREA        | Para Toda La Vida [con Rossella Brescia] | ERMANNO             | ERMANNO           | Para Toda La Vida [con Rossella Brescia] |
| 2ª            | CANTO         | ERMANNO       | Solo una volta (o tutta la vita)         |                     |                   | Solo una volta (o tutta la vita)         |
| TELEVOTO      | TELEVOTO      | TELEVOTO      | ANDREA CARDILLO 48%                      | ANDREA CARDILLO 48% | ERMANNO ROSSI 52% | ERMANNO ROSSI 52%                        |

Il vincitore può scegliere chi sfidare tra i concorrenti rimasti in gara; Ermanno sceglie di sfidare Antonio Baldes.
| TERZA SFIDA | TERZA SFIDA | TERZA SFIDA | TERZA SFIDA                                        | TERZA SFIDA        | TERZA SFIDA       | TERZA SFIDA                                        |
| PROVA       | PROVA       | SCELTA DA   | ERMANNO ROSSI                                      | VANTAGGIO          | VANTAGGIO         | ANTONIO BALDES                                     |
| ----------- | ----------- | ----------- | -------------------------------------------------- | ------------------ | ----------------- | -------------------------------------------------- |
| 1ª          | BALLO       | ERMANNO     | When a Man Loves a Woman [con Rossella Brescia]    |                    |                   | When a Man Loves a Woman [con Rossella Brescia]    |
| 2ª          | BALLO       | LEONARDO    | You'll Be Mine (Party Time) [con Rossella Brescia] |                    |                   | You'll Be Mine (Party Time) [con Rossella Brescia] |
| TELEVOTO    | TELEVOTO    | TELEVOTO    | ANTONIO BALDES 49%                                 | ANTONIO BALDES 49% | ERMANNO ROSSI 51% | ERMANNO ROSSI 51%                                  |

Il vincitore può scegliere chi sfidare tra i concorrenti rimasti in gara; Ermanno sceglie di sfidare Dennis Fantina.
| QUARTA SFIDA | QUARTA SFIDA | QUARTA SFIDA | QUARTA SFIDA                     | QUARTA SFIDA       | QUARTA SFIDA      | QUARTA SFIDA                     |
| PROVA        | PROVA        | SCELTA DA    | ERMANNO ROSSI                    | VANTAGGIO          | VANTAGGIO         | DENNIS FANTINA                   |
| ------------ | ------------ | ------------ | -------------------------------- | ------------------ | ----------------- | -------------------------------- |
| 1ª           | BALLO        | ERMANNO      | Your Song [con Rossella Brescia] |                    |                   | Your Song [con Rossella Brescia] |
| 2ª           | CANTO        | DENNIS       | Mille giorni di te e di me       |                    |                   | Mille giorni di te e di me       |
| TELEVOTO     | TELEVOTO     | TELEVOTO     | DENNIS FANTINA 70%               | DENNIS FANTINA 70% | ERMANNO ROSSI 30% | ERMANNO ROSSI 30%                |

Il vincitore va in sfida contro l'ultimo concorrente rimasto in gara: Marianna Scarci. Le prove sono state scelte dalla produzione prima della puntata.
| FINALISSIMA | FINALISSIMA | FINALISSIMA                                     | FINALISSIMA        | FINALISSIMA         | FINALISSIMA                                |
| PROVA       | PROVA       | DENNIS FANTINA                                  | VANTAGGIO          | VANTAGGIO           | MARIANNA SCARCI                            |
| ----------- | ----------- | ----------------------------------------------- | ------------------ | ------------------- | ------------------------------------------ |
| 1ª          | CANTO       | Questo piccolo grande amore                     |                    |                     | Questo piccolo grande amore                |
| 2ª          | BALLO       | When a Man Loves a Woman [con Rossella Brescia] |                    |                     | When a Man Loves a Woman [con Kledi Kadiu] |
| 3ª          | RECITAZIONE | Amo in te                                       |                    |                     | Amo in te                                  |
| 4ª          | SPECIALITÀ  | Smoke Gets in Your Eyes                         |                    |                     | Big Spender                                |
| TELEVOTO    | TELEVOTO    | DENNIS FANTINA 72%                              | DENNIS FANTINA 72% | MARIANNA SCARCI 28% | MARIANNA SCARCI 28%                        |

## Ascolti
| Puntata    | Messa in onda  | Telespettatori | Share  |
| ---------- | -------------- | -------------- | ------ |
| 1          | 19 marzo 2002  | 4 623 000      | 18,34% |
| 2          | 26 marzo 2002  | 4 330 000      | 16,86% |
| 3          | 2 aprile 2002  | 4 340 000      | 16,45% |
| 4          | 9 aprile 2002  | 4 803 000      | 18,56% |
| 5          | 16 aprile 2002 | 5 498 000      | 21,22% |
| 6          | 23 aprile 2002 | 4 517 000      | 17,48% |
| 7          | 30 aprile 2002 | 4 545 000      | 18,73% |
| 8          | 7 maggio 2002  | 5 212 000      | 20,75% |
| Semifinale | 14 maggio 2002 | 4 871 000      | 19,36% |
| Finale     | 21 maggio 2002 | 5 774 000      | 24,93% |
| Media      | Media          | 4 851 000      | 19,26% |